# پادشاه کافتوا و دختر گدا (نقاشی)
پادشاه کافتوا و دختر گدا (انگلیسی: King Cophetua and the Beggar Maid) یک نقاشی رنگ روغن بر روی پنل از هنرمند انجمن برادری پیشارافائلی ادوارد بورن-جونز می‌باشد که در تاریخ ۱۸۸۴ طرح گردید، این نقاشی نشانگر و روایت‌کننده داستان پادشاه و دختر گدا است که حکایت افسانه‌ای پادشاه کافتوا را بیان می‌کند به گونه‌ای که با یک نگاه به عشق پنه‌لوفون گرفتار شد، داستان برگرفته از ۱۶ خط شعر آلفرد لرد تنیسون تحت عنوان دختر گدا می‌باشد

## نگارخانه

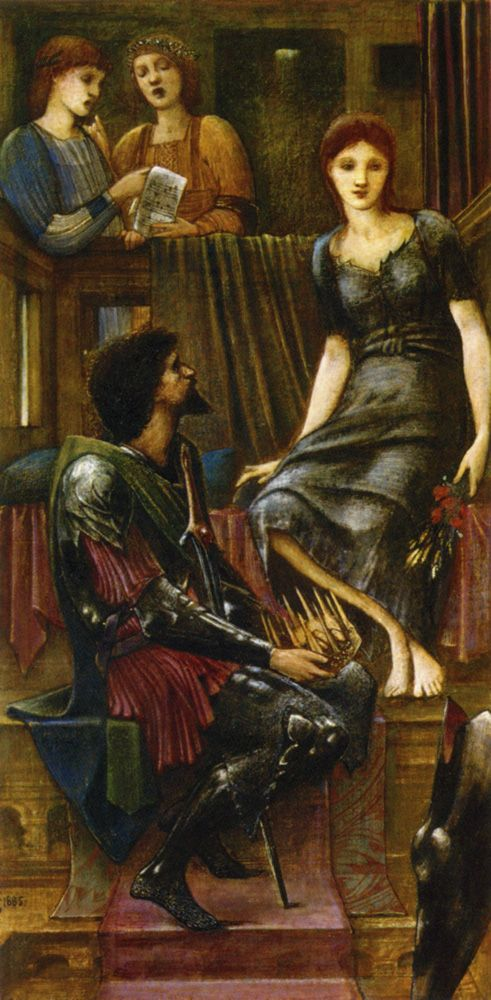
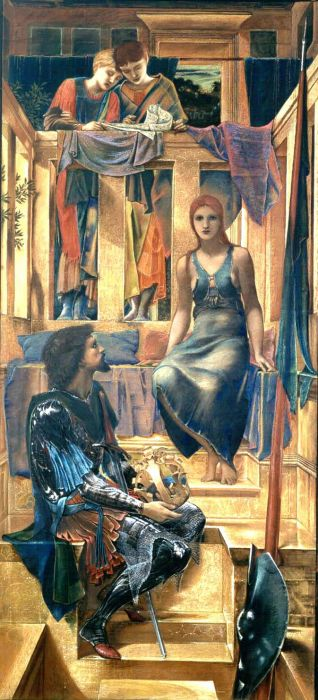
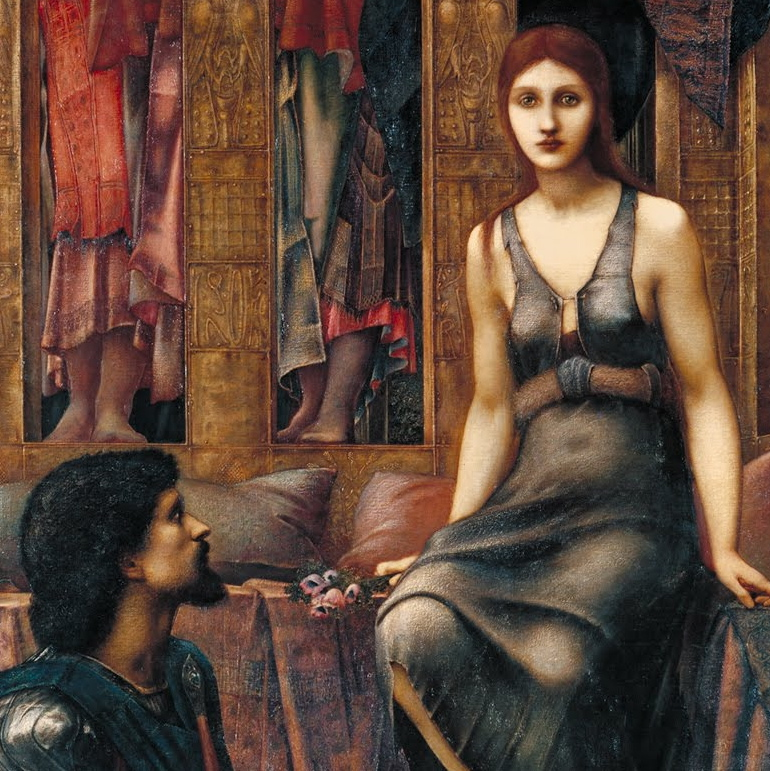